# Dorstenia foetida
Dorstenia foetida är en mullbärsväxtart. Dorstenia foetida ingår i släktet Dorstenia och familjen mullbärsväxter.

## Underarter
Arten delas in i följande underarter:
- D. f. foetida
- D. f. lancifolia
- D. f. obovata

## Bildgalleri

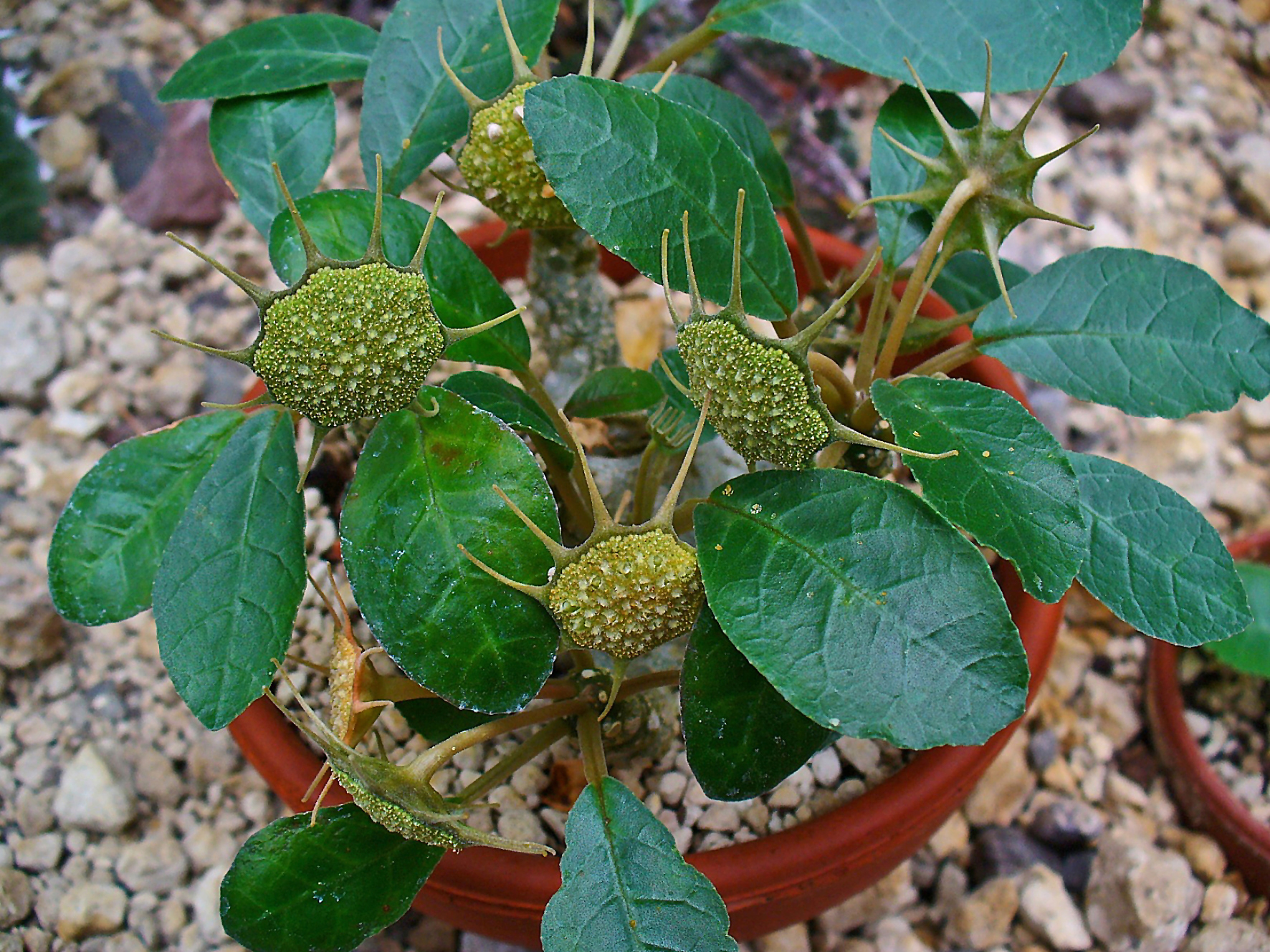
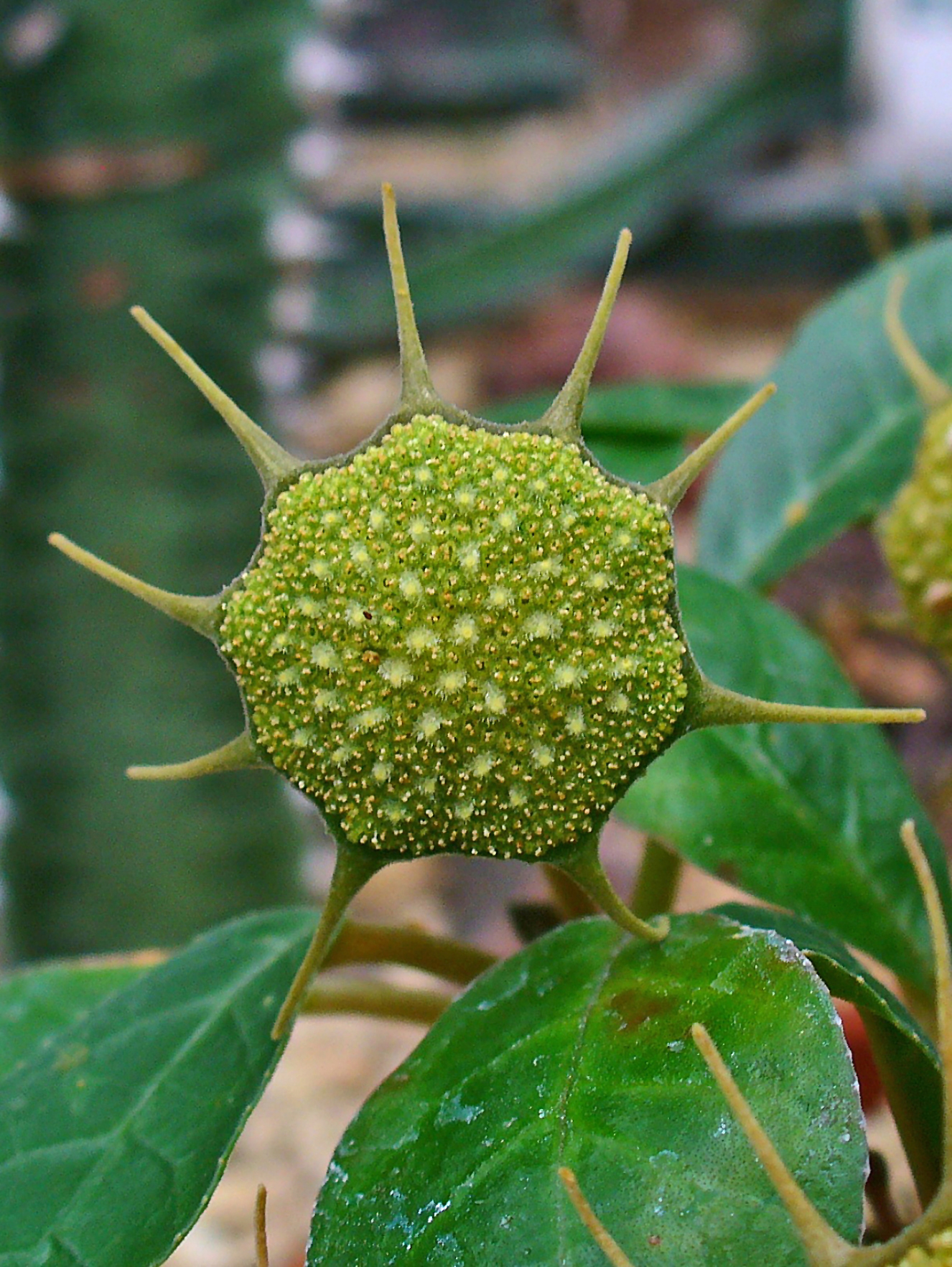
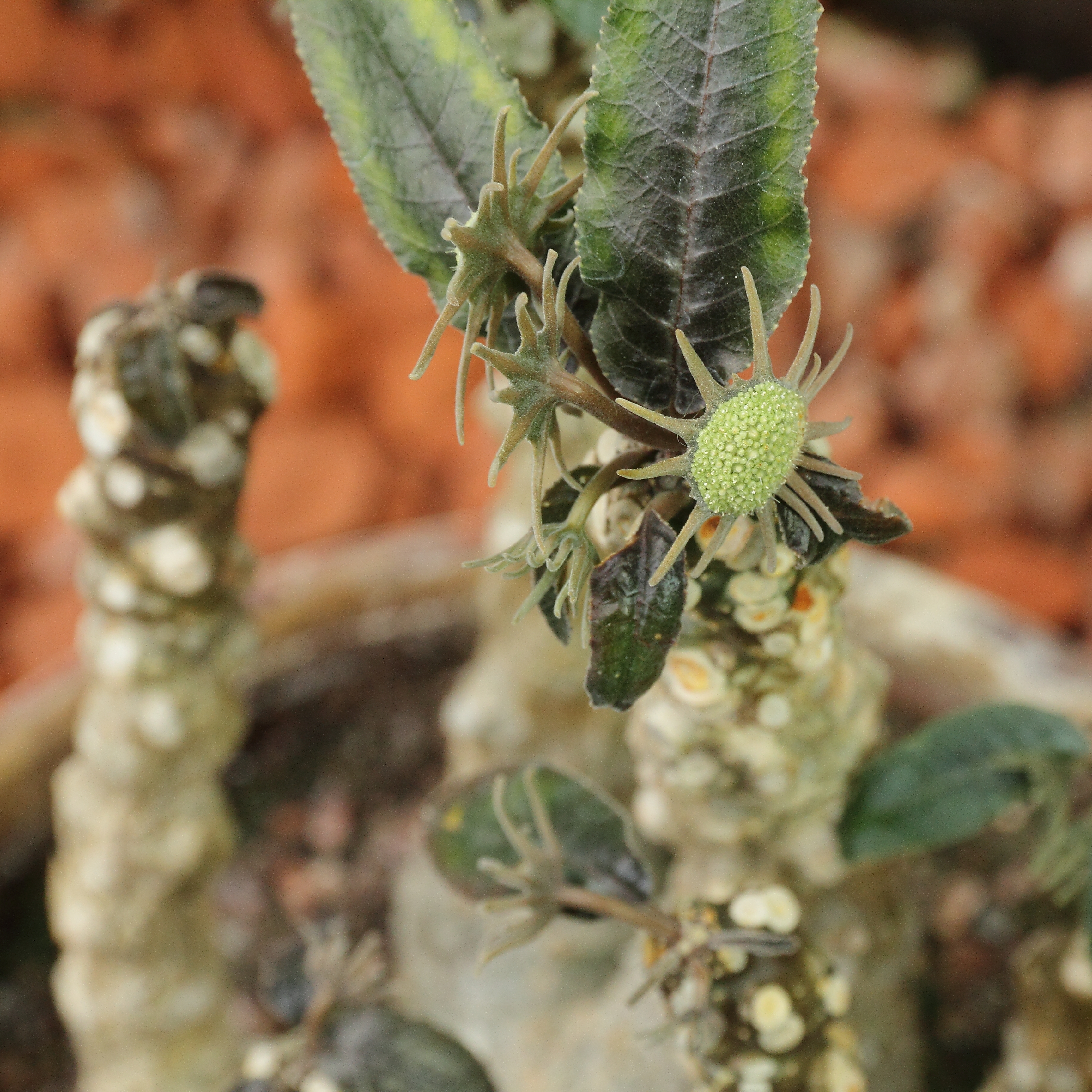
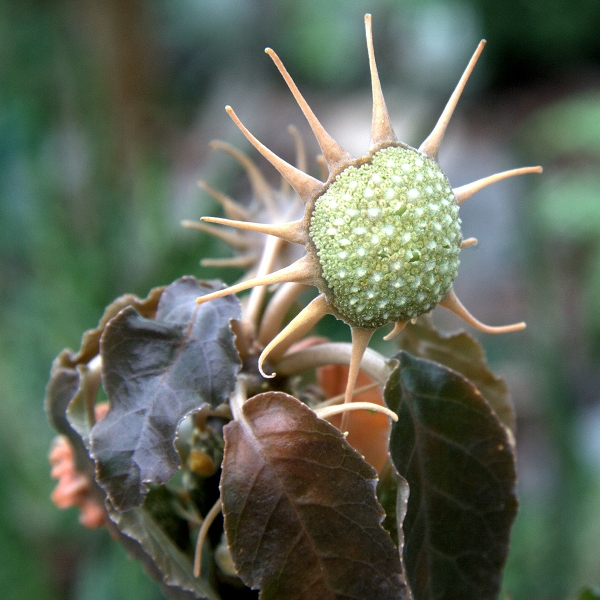
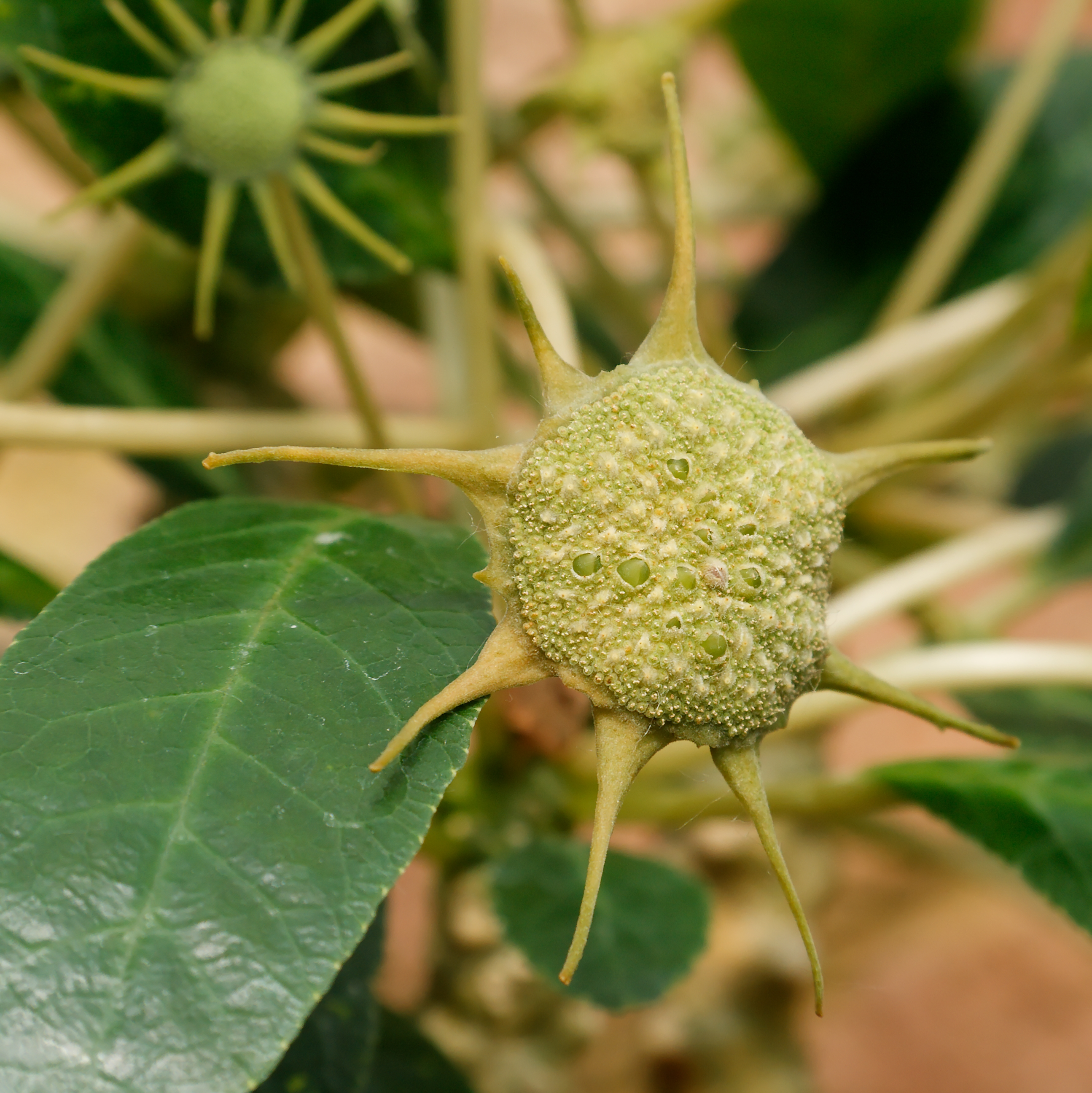